# Dragnewci (obwód Wielkie Tyrnowo)
Dragnewci (bułg. Драгневци) – wieś w Bułgarii, w obwodzie Wielkie Tyrnowo, w gminie Elena. W 2024 roku pozostał 1 człowiek.